# La centrale (romanzo)
La centrale è un romanzo francese, scritto da Élisabeth Filhol, pubblicato il 5 gennaio 2010 dall'editore P.O.L. e tradotto in italiano da Fazi nel 2011.
L'edizione francese ha ricevuto, nello stesso anno di pubblicazione, il Prix France Culture-Télérama.

## Sinossi
Il romanzo descrive, attraverso gli occhi del personaggio principale (Yann), la vita quotidiana dei lavoratori interinali dell'industria nucleare francese. Una via scandita sul ritmo delle centrali nucleari (soprattutto le centrali di Chinon e del Blayais), tra pericolo, solitudine e precariato. Dipendenti salariati da imprese subappaltanti, questi nomades  vivono in roulotte o in albergo, spostandosi da un sito all'altro in base alle esigenze dei cantieri di manutenzione, uniti tra loro da forti legami di solidarietà, ma logorati, sul filo dei mesi, dalla precarietà dell'esistenza e dallo stress lavorativo in un ambiente complesso, in cui la minaccia della contaminazione (di ricevere la «dose» massima, temuta perché  li costringerà alla messa a riposo), è impalpabile ma sempre presente.

## Edizioni
- La Centrale, P.O.L., 2010 ISBN 9782846823425.
- La Centrale, collection Folio, éditions Gallimard, 2011, ISBN 9782070443239.
- La centrale, traduzione di Maurizio Ferrara, Fazi editore, 2011, ISBN 9788864112343.